# Мализи
Мализи (алб. Mali i Zi — „Црна гора”) је невелики дио простора који заузима Дукађин (Албанија) — између рјечице Госка са сјевера, Дрима са сјевероистока, пута који води од Везирова моста За Мирдитију, на истоку до мјесташцета које се зове Фанза, са југа граница пролази од Фанзе правом линијом на планину Вољаницу, а са запада граница пролази између планина Меркуња, Рош (планина), Кожматор и Ћафа Малит на планину Будри са западне стране дуж тока Госне.
Иван Јастребов је писао о овом крају да никада не бива суша, за усјеве нема земљишта, једино је крај богат воћем, посебно у селу Шикља. Клима је блага. Ово је само једна од многих Црних гора у свијету и није у питању православна држава Црна Гора. Тај простор у стара времена Црном Гором назива Музаки (montagna negra). Тај предио се у народу тако звао, а у писаним изворима он није носио посебно име, а улазио је у састав Горњег Пилота (Горњег Дукађина). То се види и из Хрисовуље цара Душана, гдје он, набрајајуи села у Мализи — Шикљу и засеок Кроуимаду и ријеке Крупу (Крума), Сирак (Сирђе), каже — да у село Шикља и те ријеке у Горњем Пилотје. Мализи је превод словенског назива Црне Горе, иако ју је Душан звао Горњим Пилотем, исто као што се тадашња православна кнежевина звала Црна Гора, а у старијим писаним документима као Зета.
У Мализи протичу три ријеке: Госка, Сриђе и Калимаш. Прва извире у планини Ђафа Ваљаница и с притокама с планина Роша, Кожмитора и Будри образује велику ријеку, посебно зими. То је од Душана поменута ријека Крсни Поток. Сирђе је стара Сирик. Извире код села Сриђе у Фандима у планини Мунела. Калимит извире са планине Кумуле и поред истоименог села, а затим се улијева у Дрим.
У Мализи је у доба Јастребова било 10 села: Спас (50 кућа), Шикља (са два села, Круезес и Годен) (50 кућа), Круемад (30 кућа), Симон (25 кућа), Калимаш (50 кућа), Штана (40 кућа), Дукађин (35 кућа), Петка (35 кућа), Пимри кварт. Петке (20 кућа), Мугула (80 кућа), Годешти, Чирак, Чам, Вриште, Лефиза, Дематахматај, Писта (40 кућа). Све скупа 473 куће. Сва та села су чинила један бајрак. Бајрактар је живјео у селу Шикљи, па се тиме сматрало првим селом, мада је село Спас по положају путницима познатије.
Код Дрима нека од тих села имају хамове који носе назове по селима. Само село Дукађин нема хан, најудаљеније је од Дрима. Село Шикља има мањи дио под именом Годен. Ту је Кукли-бег саградио караван сарај за путнике. Село Спас није постојало под тим именом, То је народни назив а по Хрисовуљи ту је био засеок Крсти. Био је то само пријелаз преко ријеке Ва-Спас, тј. пут ка Спасу, тј. ка Дечанском манастиру, који је посвећен Спасовдану (Вазнесење Господње). У Хрисовуљи се помиње ријека Крупа, а тада се звала Крума, помиње се и градиште, а то је Каља Лека Дукађинит. Градиште је остатак из ромејских времена, а тада Дукађинци свако „градиште” (рушевине) приписују своме Леки Дукађину. Из Хрисовуље се види да су житељи овог краја били католици. У доба Јастребова они су муслимани.
Јастребов се не слаже са Дучићем да Црну Гору из Милутинове хрисовуље у којој се спомињу Арбанаси и прилог за манастир Врањина, смјести у овај крај. Дучићу смета да се Арбанаси помињу у прошлости тадашње кнежевине Црне Горе па их нелогично смјешта у крај који је од Врањине далек три и по дана пута.
У овом крају је у доба Јастребова било пет цркава: у Шикљи, Спасу тј. засеоку Крсти, Дукађину, Петки и у Шимри. Називи цркава се се изгубили, иако су мјеста позната. Из Хрисовуље се знада је у Шикљи била црква Свете Варваре. У Шмири је црква С. Богородице, а у Св. Петки црква носи назив: Киша рипит. Рушевине код Калимаша су се звале Киша барбчор. Словени су и ту живјели иако не збијено. Селу Спасу су они дали назив, као и планини Вељаници испод планине Роне. По Хрисовуљи цар Душан је латинским поповима који су у Шикљи дао у обавезу да манастиру светих Архангела дају вино, јер је тај крај богат виноградима. Житељи тих села у доба Јастребова су правили вино и ракију и продају их хановима поред Дрима као и Фандима. Поред винограда има доста кестења и вишања. Код села Штана постојало је мјесто са кестеновима и звало се Кштана. Очигледно је само село добило назив по кестењу. У селу Дукађину у доба Јастребова је био хоџа који је водио поријекло од попова тога села, а у кући је чувао црквену одежду. У селу Петка, приликом ископавања цркве, Арнаути су нашли једно мање звоно и продали га Фандима, а у селу Спас приликом изградње џамије на мјесту срушене цркве, такође су откопана три мања звона. И та звона су прешла у посјед Фанда који су их откупили уз новчану помоћ монске пропаганде. Код те џамије се и у вријеме Јастреова налазило прилично велико хришанско гробље, које тадашњи муслимани нису дирали, јер памте своје дједове и прадједове. О леки Дукађину памте једино податак да је у доба турске инвазије бјежао, али не знају гдје. То се слаже са историјским лињеницама о убиству епископа и бјегству.
Код села Симон, недалеко од Сриђе и у доба Јастребова постоји Крони мретит, тј. царски извор. То је царев студенац поменут у Хрисовуљи, у границама Шикље. Код села Петке (које очигледно носи назив по православној светитељки, Светој Петки) су постојале рушевине старог караван-сараја, лије је камење утрошено за цркву, која је и сама срушена. Код Дарде је био Сакатски брод поменут у Хрисовуљи, а тада се звао Дардски брод, гдје је постојало пристаниште. Трабакула, планина поменута у Хрисовуљи Проуна, у доба Јастребова се звала Трона. Водени ток Белош наведен у Хрисовуљи у границама Сахата поред старог пута, препознаје се у клисури Бејошка У Дрим се уливају рјечице са лијеве стране: Калимаш, Сриђе, Госка, Бејошка, Љума, Мертури Сапок, Ревишта, Гума и Госмин.
Једна од области Албаније које је Јастребов такођер описао је и Љумски округ као и Дебарску Малесију.